# 西拉·玛丽亚·卡尔德龙

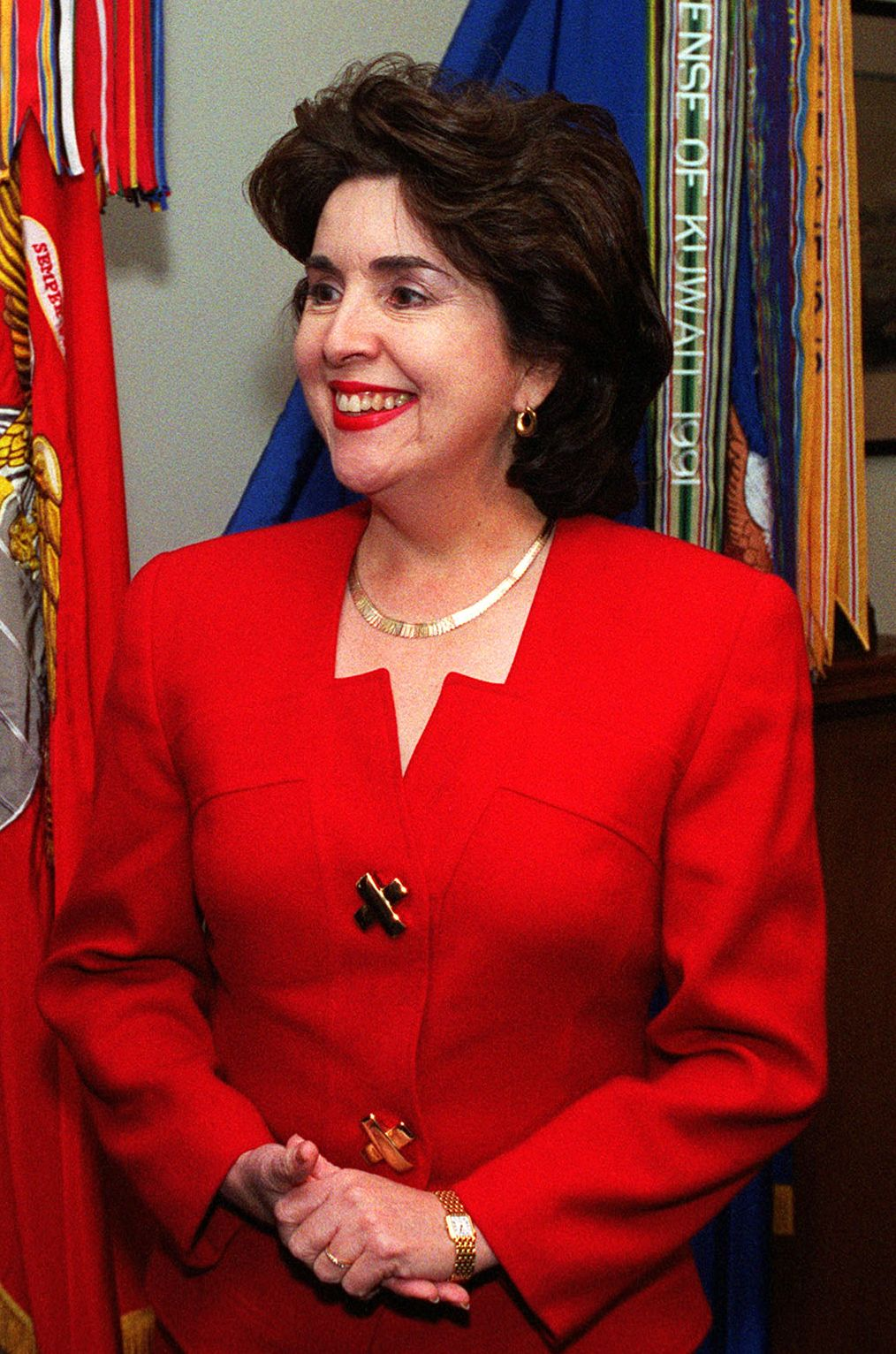
西拉·玛丽亚·卡尔德龙

西拉·玛丽亚·卡尔德龙（Sila María Calderón，1942年9月23日—）,波多黎各女性政治人物。2001年1月至2005年1月，担任波多黎各总督，为波多黎各第8任总督。西拉·卡尔德龙是波多黎各首位位女性总督。

## 生平
西拉·卡尔德龙生于波多黎各首府圣胡安。1964年，毕业于美国曼哈顿维尔学院；之后进入波多黎各大学公共管理研究生院学习。
1988–1989年，担任波多黎各副总督。1997年1月至2001年1月，担任圣胡安市市长。